# Wendy's
Wendy's er en amerikansk fastfoodkæde stiftet af Dave Thomas den 15. november 1969 i Columbus, Ohio. I 2006 flyttede firmaet sit hovedkvarter til Dublin, Ohio.
Med over 6.500 restauranter i over 30 lande var Wendy's i 2016 den tredjestørste hamburgerfastfoodkæde i verden efter Burger King og McDonald's.
| Restaurant | Spire Denne artikel om en restaurant eller et spisested er en spire som bør udbygges. Du er velkommen til at hjælpe Wikipedia ved at udvide den. |